# Phaonia coquilletti
Phaonia coquilletti este o specie de muște din genul Phaonia, familia Muscidae. A fost descrisă pentru prima dată de Vimmer în anul 1939.
Este endemică în Peru. Conform Catalogue of Life specia Phaonia coquilletti nu are subspecii cunoscute.